# Młodzieżowe Indywidualne Mistrzostwa Szwecji na Żużlu 2009
Młodzieżowe Indywidualne Mistrzostwa Szwecji na Żużlu 2009 – cykl turniejów żużlowych, mających wyłonić najlepszych szwedzkich żużlowców w kategorii do 21 lat, w sezonie 2009. Tytuł wywalczył Tomas H. Jonasson.

## Finał
- Målilla, 24 lipca 2009

| Msc. | Zawodnik                | Klub          | Pkt     |             |  |
| ---- | ----------------------- | ------------- | ------- | ----------- |  |
| 1    | Tomas H. Jonasson       | Elit Vetlanda | 12 +3   | (3,2,2,3,2) |  |
| 2    | Dennis Andersson        | Ornarna       | 13 +2   | (3,2,3,2,3) |  |
| 3    | Linus Sundström         | Solkatterna   | 11 +1   | (3,3,1,3,1) |  |
| 4    | Simon Gustafsson        | Indianerna    | 11 +3+0 | (1,3,1,3,3) |  |
| 5    | Linus Eklöf             | Griparna      | 9 +2    | (3,3,3,0,0) |  |
| 6    | Pontus Aspgren          | Masarna       | 9 +1    | (2,2,2,3,0) |  |
| 7    | Robin Aspegren          | Valsarna      | 9 +0    | (0,3,3,2,1) |  |
| 8    | Ludvig Lindgren         | Dackarna      | 8       | (1,0,3,1,3) |  |
| 9    | Billy Forsberg          | Masarna       | 8       | (0,2,2,2,2) |  |
| 10   | Robert Petersson        | Gnistorna     | 6       | (2,0,1,0,3) |  |
| 11   | Kim Nilsson             | Griparna      | 6       | (2,1,0,1,2) |  |
| 12   | Anton Rosen             | Masarna       | 5       | (0,0,2,2,1) |  |
| 13   | Anders Mellgren         | Elit Vetlanda | 4       | (1,1,1,1,0) |  |
| 14   | Robert Hendersson       | Team Bikab    | 3       | (0,1,0,t,2) |  |
| 15   | David Rohlen            | Indianerna    | 3       | (1,1,0,0,1) |  |
| 16   | Jonas Andersson         | Vargarna      | 2       | (2,0,0,0,0) |  |
| 17   | rez. Christian Ago      | Ornarna       | 1       | (1)         |  |
|      | rez. Sebastian Carlsson | Filbyterna    | ns      |             |  |

Bieg po biegu:
1. D.Andersson, P.Aspgren, Lindgren, R.Aspegren
2. Jonasson, Petterson, Mellgren, Forsberg
3. Sundström, Nilsson, Gustafsson, Hendersson
4. Eklöf, J.Andersson, Rohlen, Rosen
5. Gustafsson, D.Andersson, Rohlen, Petersson
6. Sundström, P.Aspgren, Mellgren, J.Andersson
7. Eklöf, Jonasson, Nilsson, Lindgren
8. R.Aspegren, Forsberg, Hendersson, Rosen
9. D.Andersson, Rosen, Mellgren, Nilsson
10. Eklöf, P.Aspgren, Petersson, Hendersson
11. Lindgren, Forsberg, Gustafsson, J.Andersson
12. R.Aspegren, Jonasson, Sundström, Rohlen
13. Jonasson, D.Andersson, Ago, J.Andersson, Hendersson (t)
14. P.Aspgren, Forsberg, Nilsson, Rohlen
15. Sundstreom, Rosen, Lindgren, Petersson
16. Gustafsson, R.Aspegren, Mellgren, Eklöf
17. D.Andersson, Forsberg, Sundström, Eklöf
18. Gustafsson, Jonasson, Rosen, P.Aspgren
19. Lindgren, Hendersson, Rohlen, Mellgren
20. Petersson, Nilsson, R.Aspegren, J.Andersson
21. Półfinał (miejsca 4-7, najlepszy do finału): Gustafsson, Eklöf, P.Aspgren, R.Aspegren
22. Finał (miejsca 1-3 i najlepszy z półfinału): Jonasson, D.Andersson, Sundström, Gustafsson